# Kirchstätt (Schnaitsee)
Der Weiler Kirchstätt ist ein Gemeindeteil der Gemeinde Schnaitsee im Landkreis Traunstein (Oberbayern, Bayern).

## Geschichte
Erstmals erwähnt wurde der Ort 1030 in einer Urkunde Kaiser Konrads II. als Chirchstetin. Ein Grabhügelfeld südöstlich des Ortes weist jedoch auf eine Besiedlung in vorgeschichtlicher Zeit hin. 
Durch das bayerische Gemeindeedikt wurde eine selbstständige Gemeinde gebildet. Die Schreibweise der Gemeinde war bis 1870 Kirchstädt. Sie wurde am 1. Januar 1978 im Zuge der kommunalen Neuordnung Bayerns aufgelöst und nach Schnaitsee eingemeindet.

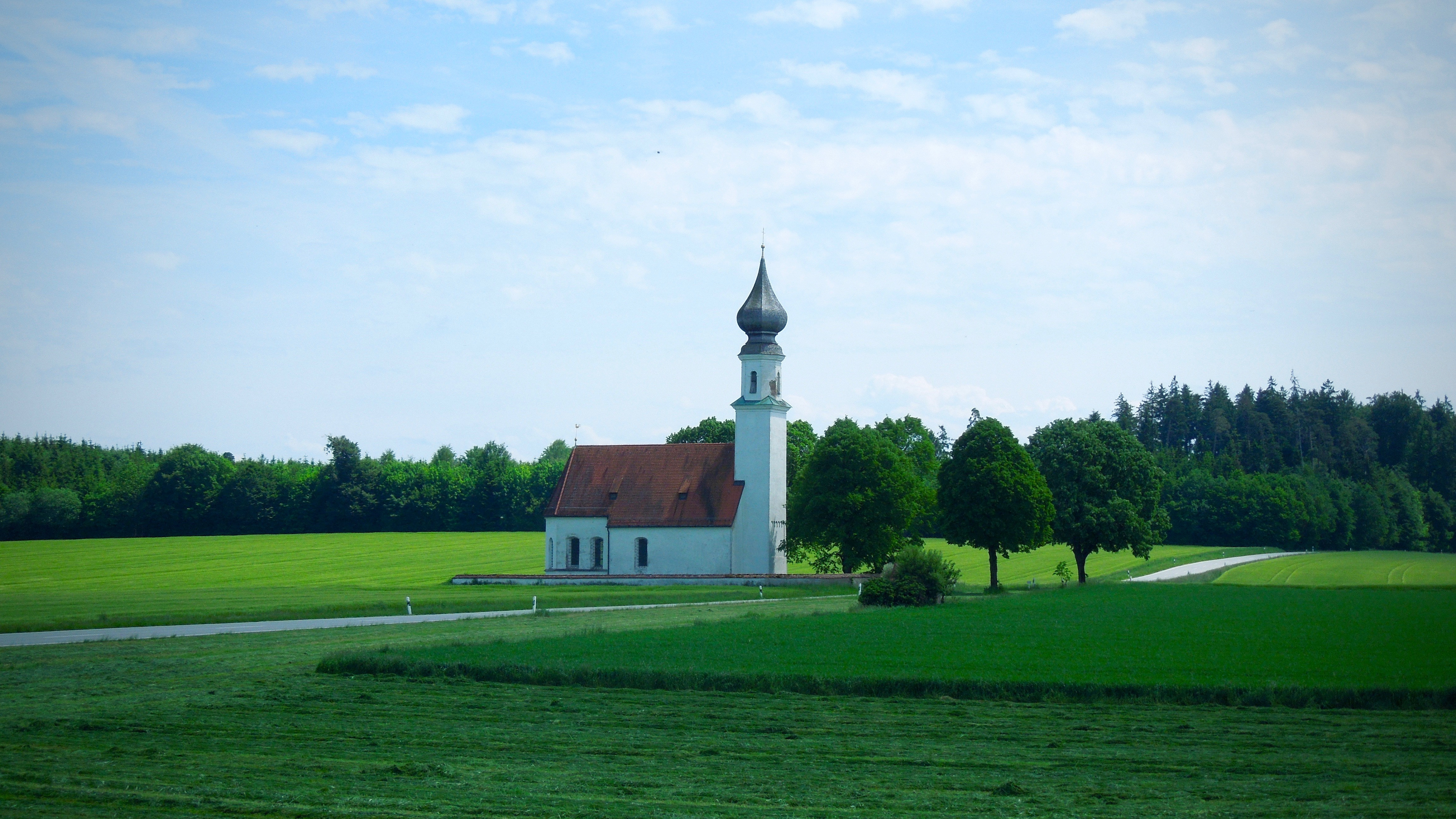
Die Kirche St. Magdalena bei Kirchstätt

Die katholische Magdalenenkirche, deren Turm wohl in der zweiten Hälfte des 12. Jahrhunderts errichtet wurde, liegt etwas außerhalb des Ortes zwischen Feldern.